# Invincible Super Man Zambot 3
Super Machine Zambot 3 (яп. 無敵超人ザンボット3 Мутэки Тёдзин Дзанботто, «Неукротимый супер-робот Дзамбот») — аниме-сериал, выпущенный студией Nippon Sunrise. Транслировался по телеканалу NBN с 8 октября 1977 года по 25 марта 1978 года. Всего выпущено 23 серии аниме. Сериал был дублирован на итальянском языке.

## Сюжет
Однажды в галактике существовала планета «Бил», однако она была захвачена таинственными механическими существами, известными как Гайдзоки. Лишь единицы сумели спастись и попали на Землю (Японию) и образовали 3 семьи; Дзин, Ками и Камикита. И предполагая, что рано или поздно Гайдзоки доберутся и до Земли, семья Дзин вместе строит супер-робота Дзамбота 3 и должна бороться с иноземными захватчиками, параллельно выслушивая презрение со стороны людей.

## Список персонажей
Каппэй Дзин (яп. 神勝平) — главный герой истории и пилот Дзамбо Эйса, главной части Дзамбо 3. Ему 12 лет. Каппэй всё время склонен попадать в неприятности и хочет поучаствовать в настоящем бою. Каппэй очень сильный, имеет спортивную подготовку. Дружит со своей робо-собакой Тёнисики и девочками по имени Аки и Мити. Единственный из пилотов, кто выживает в последней битве. Утюта и Кэйко погибают, а в результате и вся семья Каппэя. Сэйю: Ояма Нобуё
Утюта Камиэ (яп. 神江宇宙太) — пилот дзамбулла. Ему 15 лет. Мыслит более зрело, чем Каппэй, несмотря на это тоже рвётся на бой при возможности и поэтому в начале спорил с Каппэем, кому врагов должно больше доставаться. Погибает в последней битве. Сэйю: Мори Кацудзи
Кэйко Камикита (яп. 神北恵子) — пилот дзамбасэ. Ей 14 лет. Увлекается стрельбой из лука и верховой ездой. Сильнее всех рвётся сражаться с Гайзоками, но не такая пылкая, как Каппэй о Утюта, в то же время самая душевно-уязвимая в команде. Погибает в последней битве. Сэйю: Мацуо Ёсико
Синго Кодзуки (яп. 香月真吾) — глава местной шайки детей, а также соперник Каппэя. Они склонны драться друг с другом, при чём самыми жестокими способами. Хорошо владеет боевыми искусствами. Несмотря на свой характер, Синго очень дорожит матерью и сестрой. Обыкновенный гражданский и поэтому не пилотирует робота. Сэйю: Фурукава Тосио
Каору Кодзуки — маленькая сестра Синго. В отличие от большинства детей, она верит в то, что Каппэй и его семья — хорошие люди.
Аки (яп. アキ) — подружка и объект любовного интереса Каппэя. Ей 12 лет. Вместе с Мити Каппэй часто берёт их в свои приключения и сражения. Как правило Аки очень прилежная и спокойная, но в нужный момент может повысить голос. Сэйю: Кавасима Тиёко
Мити (яп. ミチ) — подружка Каппэя. Ей 12 лет. Как и Аки, всегда следует за Каппэем. В отличие от Аки, она более застенчивая и замкнутая. Всё время беспокоится за Каппэя, чтобы он не выбросил очередную глупость. Сэйю: Отори Ёсино
Гайдзок — таинственная система древних механизированных машин, которая до начала истории разрушила планету Бил. Её следующая цель — Земля. Долгое время не было известно, откуда взялись эти машины. Но позже выясняется, что машины создала древняя развитая цивилизация, с целью подавлять другие цивилизации, если они начинали представлять реальную угрозу. Однако из-за старости в системе произошла ошибка, и она решила уничтожать все развитые цивилизации во вселенной.